# カス郡 (イリノイ州)
カス郡（英: Cass County）は、アメリカ合衆国イリノイ州の西部に位置する郡である。2010年国勢調査での人口は13,642人であり、2000年の13,695人から0.4％減少した。郡庁所在地はバージニア市（人口1,611人）であり、同郡で人口最大の都市はベアーズタウン市（人口6,123人）である。郡内にジム・エドガー・パンサークリーク州立魚類野生生物保護地がある。

## 歴史
カス郡は1837年にモーガン郡から分離して設立された。郡名は米英戦争の将軍、ミシガン準州の知事、1860年にはアメリカ合衆国国務長官を務めたルイス・カスに因んで名付けられた。カスは、カス郡が命名される直前に、アンドリュー・ジャクソン大統領の政権で陸軍長官を務めていた。

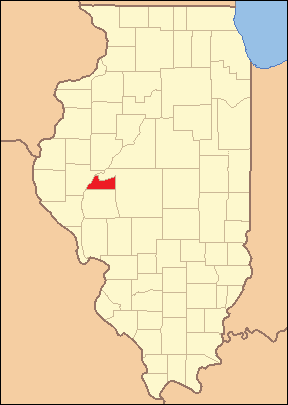
1837年創設時の郡領域
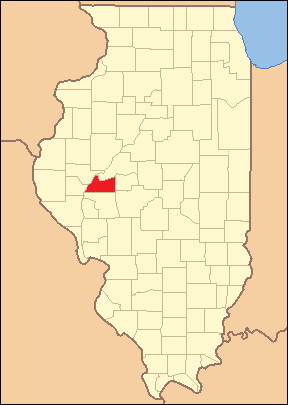
1845年から現在、南側が拡大された

## 地理
アメリカ合衆国国勢調査局に拠れば、郡域全面積は383.76平方マイル (993.9 km2)であり、このうち陸地375.82平方マイル (973.4 km2)、水域は7.95平方マイル (20.6 km2)で水域率は2.07％である。

### 河川
- イリノイ川
- リトルサンガモン川
- サンガモン川

### 主要高規格道路
- アメリカ国道67号線
- イリノイ州道78号線
- イリノイ州道100号線
- イリノイ州道125号線

### 隣接する郡
- メイソン郡 - 北東
- メナード郡 - 東
- サンガモン郡 - 南東
- モーガン郡 - 南
- ブラウン郡 - 西
- スカイラー郡 - 北西

### 国立保護地域
- メレドシア国立野生生物保護区（部分）

## 気候と気象
近年、郡庁所在地であるバージニア市の平均気温は1月の15°F (-9 ℃) から7月の87°F (31 ℃) まで変化している。過去最低気温は1934年2月に記録された-28°F (-33 ℃) であり、過去最高気温は1954年7月に記録された114°F (46 ℃) である。月間降水量は1月の1.35インチ (34 mm) から5月の4.86インチ (123 mm) まで変化している。

## 人口動態

2000人口ピラミッド

以下は2000年国勢調査による人口統計データである。
| 基礎データ - 人口: 13,695人 - 世帯数: 5,347 世帯 - 家族数: 3,689 家族 - 人口密度: 14人/km2（36人/mi2） - 住居数: 5,784軒 - 住居密度: 6軒/km2（15軒/mi2） 人種別人口構成 - 白人: 94.93% - アフリカン・アメリカン: 0.45% - ネイティブ・アメリカン: 0.17% - アジア人: 0.28% - 太平洋諸島系: 0.03% - その他の人種: 3.34% - 混血: 0.82% - ヒスパニック・ラテン系: 8.48% 先祖による構成 - ドイツ系：32.2％ - アメリカ人：15.9％ - イギリス系：12.5％ - アイルランド系：8.5％ 言語による構成 - 英語：91.1％ - スペイン語：8.2％ | 年齢別人口構成 - 18歳未満: 25.4% - 18-24歳: 8.4% - 25-44歳: 27.8% - 45-64歳: 22.7% - 65歳以上: 15.7% - 年齢の中央値: 37歳 - 性比（女性100人あたり男性の人口） - 総人口: 98.7 - 18歳以上: 94.7 世帯と家族（対世帯数） - 18歳未満の子供がいる: 32.0% - 結婚・同居している夫婦: 55.8% - 未婚・離婚・死別女性が世帯主: 9.2% - 非家族世帯: 31.0% - 単身世帯: 26.1% - 65歳以上の老人1人暮らし: 13.0% - 平均構成人数 - 世帯: 2.52人 - 家族: 3.01人 収入と家計 - 収入の中央値 - 世帯: 35,243米ドル - 家族: 41,653米ドル - 性別 - 男性: 27,493米ドル - 女性: 21,781米ドル - 人口1人あたり収入: 16,532米ドル - 貧困線以下 - 対人口: 12.0% - 対家族数: 9.2% - 18歳未満: 15.2% - 65歳以上: 6.7% |

## 郡区
カス郡は下記11の郡区に分割されている。
| - アレンズビル - アシュランド - ベアーズタウン - ブラフスプリングス - チャンドラービル - ヘイジナー | - ニューマンズビル - パンサークリーク - フィラデルフィア - サンガモンバレー - バージニア |

## 都市と町

### 都市
- ベアーズタウン
- バージニア - 郡庁所在地

### 村
- アレンズビル
- アシュランド
- ブラフスプリングス
- チャンドラービル
- ニューマンズビル
- フィラデルフィア

## 教育学区
- A・C・セントラル・コミュニティユニット教育学区第262
- ベアーズタウン・コミュニティユニット教育学区第15
- メレドシア・チェンバーズバーグ・コミュニティユニット教育学区第11
- ポータ・コミュニティユニット教育学区第202
- トリポラ・コミュニティユニット教育学区第27
- バージニア・コミュニティユニット教育学区第64

## 選挙区
- アメリカ合衆国下院議員イリノイ州第18選挙区
- イリノイ州下院議員第93選挙区
- イリノイ州上院議員第47選挙区